# First Murder
Pour les articles homonymes, voir First et Murder.
First Murder ou L'Enquête au Québec (Murder in the First) est une série télévisée américaine en 32 épisodes de 42 minutes créée par Steven Bochco et Eric Lodal, diffusée entre le 9 juin 2014 et le 4 septembre 2016 sur TNT.
Au Québec, la série est diffusée depuis le 1er septembre 2015 sur Séries+, et en France, depuis le 2 novembre 2016 en 3e partie de soirée sur TF1. Néanmoins, elle reste inédite dans les autres pays francophones.

## Synopsis
Terry English et Hildy Mulligan sont deux enquêteurs de l'unité des homicides du San Francisco Police Department. Dans la première saison, ils enquêtent sur un meurtre qui les mène à un jeune prodige de la Silicon Valley. Après la découverte d'un second corps, ils se rendent compte que les deux affaires pourraient être liées.

## Distribution

### Acteurs principaux
- Taye Diggs (VF : Bruno Dubernat) : inspecteur Terry English
- Kathleen Robertson (VF : Hélène Bizot) : inspecteur Hildy Mulligan
- Ian Anthony Dale (VF : Bruno Choël) : lieutenant Jim Koto
- Raphael Sbarge (VF : Frédéric Popovic) : inspecteur David Molk
- Lombardo Boyar (VF : Jean-Alain Velardo) : inspecteur Edgar Navarro
- Currie Graham (VF : Xavier Fagnon) : procureur en chef Mario Siletti
- Mimi Kirkland (VF : Adeline Chetail) : Louise Mulligan, la fille de Hildy
- Laila Robins : Jamie Nelson (saison 2)
- Emmanuelle Chriqui (VF : Céline Mauge) : sergent Raphaelle « Raffi » Veracruz (saison 2)
- A. J. Buckley (VF : Charlotte Corréa) : inspecteur Marty « Junior » Mulligan (saison 2)
- Michael Gaston (VF : Patrick Borg) : Fred Arkin (saison 3)
- Corey Reynolds : ADA Martin Reardon (saison 3)

### Acteurs secondaires
- Jamie McShane (VF : Jérôme Keen) : Justin Burnside
- Camille Balsamo (VF : Charlotte Corréa) : Kami Keefer

introduits lors de la saison 1
- Tom Felton (VF : Alexandre Gillet) : Erich Blunt
- Steven Weber (VF : Cyrille Monge) : Bill Wilkerson
- James Cromwell (VF : Michel Ruhl) : Warren Daniels
- Richard Schiff (VF : Hervé Caradec) : David Hertzberg
- Nicole Ari Parker (VF : Ariane Deviègue) : le procureur de district Jacqueline Perez
- Bess Rous (VF : Barbara Delsol) : Ivana West

introduits lors de la saison 2
- Mateus Ward (en) : Dustin Maker
- Jimmy Bennett : Alfie Rentman
- Spencer Garrett (en) : Dr Frank Rentman, père d'Alfie
- Laura Regan : Mary Rentman, mère d'Alfie
- Adam O'Byrne : détective Kaleb Peat
- Inny Clemons : détective Walt Martin
- Mo McRae : Malcom « Sugar » Monroe
- Sarah Jane Morris : Mary McCormack

introduits lors de la saison 3
- Amanda Schull : Melissa Danson, assistant attorney general
- Tiffany Dupont : Serena Parrish
- Lisseth Chavez : Skylar Anne Jennings

- Version française
  - Société de doublage : TVS
  - Direction artistique : Catherine Le Lann
  - Adaptation des dialogues : Franck Hervé et Aurélia Joon

 Source et légende : version française (VF) sur RS Doublage et DSD-Doublage

## Production
Le projet était à l'état de script à la mi-mai 2012, et a reçu une commande de pilote à la mi-janvier 2013.
Le casting principal s'est déroulé entre mars et juin 2013, dans cet ordre : Taye Diggs et Kathleen Robertson, Bess Rous, Steven Weber et Mimi Kirkland, Raphael Sbarge, Ian Anthony Dale et Tom Felton.
Satisfaite du pilote, TNT commande la série en septembre 2013.
En janvier 2014, Nicole Ari Parker est ajoutée à la distribution.
Le 12 septembre 2014, la série est renouvelée pour une deuxième saison de douze épisodes.
Pour la deuxième saison, en décembre 2014, la production ajoute A. J. Buckley, Mo McRae, suivis en janvier 2015 par Emmanuelle Chriqui et en mars par Sarah Jane Morris.
Le 12 novembre 2015, la série est renouvelée pour une troisième saison.
Pour la troisième saison, la production ajoute en mars 2016 Michael Gaston, Corey Reynolds, Amanda Schull et Tiffany Dupont.
Le 11 octobre 2016, la série est annulée.

## Épisodes

### Première saison (2014)
1. Double meurtre à San Francisco (Pilot)
2. En tête à tête (The City of Sisterly Love)
3. Mise à l'écart (Who's Your Daddy)
4. Une virée coûteuse (Burning Woman)
5. Le Détecteur de mensonges (Pants on Fire)
6. Un suicide suspect (Punch Drunk)
7. Une loyauté fragile (Suck My Alibi)
8. Le Temps du verdict (Win Some, Lose Some)
9. Une affaire de famille (Family Matters)
10. Ultime trahison (Blunt the Edge)

### Deuxième saison (2015)
Elle a été diffusée à partir du 8 juin 2015.
1. Tireurs fous (Twenty-Fifteen)
2. Schizofrénésie (Schizofrenzy)
3. Derrière l'évidence (Blue on Blue)
4. En territoire ennemi (My Sugar Walls)
5. En quête d'alibi (The McCormack Mulligan)
6. Retrouvailles et représailles (Oh Mexico)
7. Les temps ont changé (State of the Union)
8. Tapis dans l'ombre (Out of the Shadows)
9. Près du but (Bruja Blanca)
10. Le Prix du silence (Nothing But the Truth)
11. Zone de turbulences (Down Time)
12. Une simple hypothèse (Number Thirty Nine)

### Troisième saison (2016)
Cette dernière saison a été diffusée à partir du 26 juin 2016.
1. Anniversaire sanglant (Normandy Bitch)
2. Dérapages… (Tropic of Cancer)
3. Cible facile (Black and Blue)
4. Quelque chose à cacher (The Barbers of Seville)
5. Petits arrangements (Follow the Money)
6. Confusion (Sam I Am)
7. Victime collatérale (Let's Make a Deal)
8. Changement de stratégie (Daddy Dearest)
9. La Clé (Rise of the Phoenix)
10. Sans regret (Kat's Meow)